# Marlierea eugenioides
Marlierea eugenioides är en myrtenväxtart som först beskrevs av Jacques Cambessèdes, och fick sitt nu gällande namn av Carlos Maria Diego Enrique Legrand. Marlierea eugenioides ingår i släktet Marlierea och familjen myrtenväxter. Inga underarter finns listade i Catalogue of Life.